# 能源部 (敘利亞)
能源部（阿拉伯语：وزارة الطاقة）是敘利亞政府轄下的一個部門，隸屬於內閣。該部門負責制定和推行有關石油及其相關產品的政策。能源部於2025年3月29日成立，由電力部、石油與礦產資源部以及水利部合併而成。

## 能源部部長列表
- 穆罕默德·巴希爾（2025年3月29日—至今）[6]

## 下轄部門及機構
- 系統與科技局
- 人力資源局
- 灌溉及排水局
- 規劃與國際合作局
- 法律事務局
- 飲用水管理局
- 行政發展局
- 設備與能源效益局
- 排污設施局
- 國際水源與水壩局

## 隸屬於能源部的機構與企業
- 一般石油公司
- 敘利亞石油公司
- 敘利亞天然氣公司
- 敘利亞石油運輸公司
- 阿爾弗拉特石油公司
- 代爾祖爾石油公司
- 考卡卜石油公司
- 哈揚石油公司
- 埃卜拉石油公司
- 代格拉石油公司
- 拉希德石油公司
- 石油煉製及石油衍生品分銷總公司
- 霍姆斯煉油國營公司
- 巴尼亞斯煉油國營公司
- 地質與礦產資源總公司
- 磷酸鹽與礦業總公司
- 國家地震中心
- 石油與礦產職業學院